# Upendo (Mafinga)
Upendo ist ein Verwaltungsbezirk (englisch Ward) des Distrikts Mafinga (TC) in der tansanischen Region Iringa.

## Geografie
Upendo liegt im südlichen Hochland von Tansania. Der Bezirk umfasst das nordöstliche Zentrum der Distrikthauptstadt Mafinga und das angrenzende Land. Der Bezirk grenzt im Norden an Kinyanambo, im Osten an Rungemba, im Süden an Wambi und im Westen an Boma. Bei der Volkszählung 2022 lebten 25.074 Menschen in 7800 Haushalten auf einer Fläche von 18 Quadratkilometern.

## Gliederung
Der Bezirk besteht aus fünf Gemeinden (swahili Mtaa):
- Mgodi
- Lumwago
- Balali
- Amani
- Mbagala

## Wirtschaft und Infrastruktur
- Bildung: Die Lumwago Secondary School ist eine private weiterführende Tagesschule mit einer Ausbildung bis zur 4. Stufe.[8]
- Verkehr: Durch den Bezirk verläuft die Nationalstraße T1, die von Mafinga nach Iringa führt.[9]